# فانداغا
Wanderer شركة ألمانية لتصنيع الدراجات والدراجات النارية والسيارات والشاحنات والآلات الأخرى. تأسست الشركة باسم Winklhofer & Jaenicke في عام 1896 من قبل يوهان بابتيست وينكلهوفر وريتشارد أدولف جانيك، واستخدمت الشركة العلامة التجارية Wanderer من عام 1911، واستمرت بتصنيع المركبات المدنية حتى عام 1941 والمركبات العسكرية حتى عام 1945.

## التاريخ

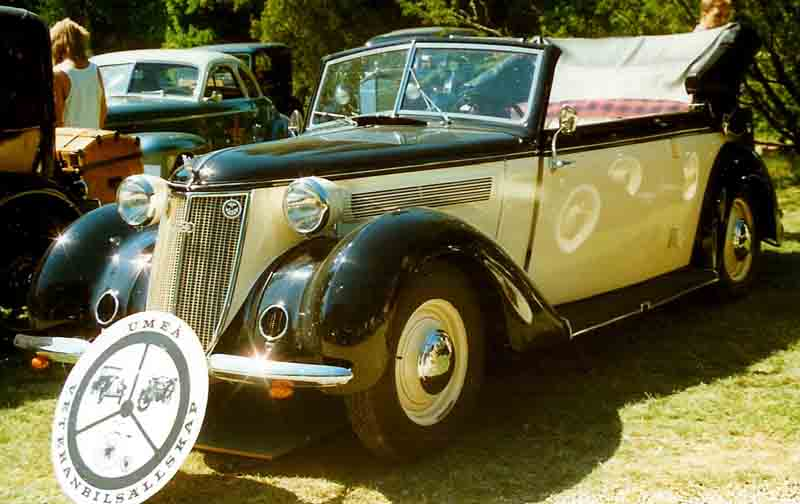
فانداغا دبليو 23 كابريوليه 1938

تأسست Winklhofer & Jaenicke في عام 1896 في كيمنتس. بنت الدراجات النارية من عام 1902 والسيارات من عام 1903. تم اختيار علامة Wanderer التجارية عام 1911 للصادرات الخارجية وسرعان ما تم اعتمادها للمبيعات المحلية.
ظهر أول نموذج من ست أسطوانات في عام 1928. بحلول عام 1926، عندما قدمت Wanderer نموذج Typ 10 الناجح، كانت الشركة تصنع 25 مركبة في اليوم؛ تم تصنيع أجزاء في المصنع القديم في شيمنيتز وتم تجميعها في عام 1927 في موقع جديد تم بناؤه في سيجمار، تم توصيله بالسكك الحديدية مباشرة إلى خط التجميع. استمرت بإنتاج الدراجات النارية في كيمنتس وحدها.